# Novospasivka, Bilovodsk
Novospasivka (în ucraineană Новоспасівка) este un sat în comuna Pluhatar din raionul Bilovodsk, regiunea Luhansk, Ucraina.

## Demografie
Componența lingvistică a localității Novospasivka
     Ucraineană (90,34%)
     Rusă (6,21%)
Conform recensământului din 2001, majoritatea populației localității Novospasivka era vorbitoare de ucraineană (90,34%), existând în minoritate și vorbitori de rusă (6,21%).